# 작은긴혀박쥐
작은긴혀박쥐(Choeroniscus minor)는 주걱박쥐과(신세계잎코박쥐류)에 속하는 박쥐의 일종이다. 남아메리카의 토착종이다. 작은긴꼬리긴혀박쥐 또는 작은긴꼬리박쥐로도 불린다.